# Polgári körök

A polgári körök egyik zászlaja

A polgári körök 2002-ben életre hívott politikai termék, a Fideszhez kötődő konzervatív tömegmozgalom, a bázisépítést segítendő 2002–2006 között volt politikai aktivitásának csúcspontján; szerepük később helyi, közéleti-kulturális rendezvények szervezésére korlátozódott.

## Története
Orbán Viktor a Fidesz által elveszített  2002-es országgyűlési választás után, 2002. május 7-én beszédet mondott a Dísz téren, melyben – mert „a haza soha nem lehet ellenzékben” – arra kérte az egybegyűlteket, hogy „a következő három hónapban hozzanak létre kis, néhány emberből álló csoportokat, baráti csapatokat, polgári köröket. […] arra van szükség, hogy százszámra alakuljanak polgári körök és társaságok. […] Erőnk csak akkor valódi erő, ha képesek vagyunk megteremteni és megszervezni a polgári Magyarország nyilvánosságát. […] Hajrá, Magyarország, hajrá, magyarok!”

Hamarosan létrejött a Hajrá Magyarország! mozgalom, és csúcsszerve, a Szövetség a Nemzetért Polgári Kör, melynek Orbán Viktor (és kezdetben Vona Gábor is) tagja volt; a polgári köröket a két választási forduló között, az esetleges választási csalások bejelentésére létrehozott Demokrácia Központban kellett bejelenteni, mely a mozgalom egyik operatív testülete volt.
A talán az 1995-ben alapított Professzorok Batthyány Köre mintájára létrehozott polgári körök Silvio Berlusconi olasz miniszterelnök Forza Italia elnevezésű – pártpolitikán „felül álló” – mozgalmának meghonosítása irányába mutattak.
Orbán Viktor személyesen felelt a mozgalom szervezéséért, melynek kapcsán a Fidesz nevét Fidesz – Magyar Polgári Pártról Fidesz – Magyar Polgári Szövetségre változtatták.
A mozgalommal kapcsolatos koordinációt az akkor még MDF-es Hende Csaba, 2007-től Bíró Ildikó fideszes parlamenti képviselő vezette. A Fidesz és akkori szövetségese, az MDF kapcsolatát beárnyékolta, hogy Dávid Ibolya és Orbán másként gondolkozott a polgári körök szerepéről és a két párt esetleges uniójáról – miközben Orbán éppen Hendét, az MDF második emberét kérte fel a polgári körök megszervezésének koordinálására.
2002-ben országszerte 11 300 polgári kört regisztráltak. Orbán jelszava a polgári köröknek ez volt: „készenlét és mozdulás, ha eljön az idő”. Schmitt Pál akkori jellemzése szerint „a polgári körök selyemháló a nemzet testén”.
Az átalakult Fidesz szövetségébe a „polgárok” (itt: antikommunisták) mellett az Orbán Viktor személye köré csoportosuló polgári körök és a „nemzeti érzelmű polgárok” is beletartoznak. A szövetség alkotóelemei tehát egy parlamenti politikai párt, a pártot támogató polgári körök hálózata és a szimpatizánsok időről-időre megszólított, mozdulásra hívott tábora. A nemzeti legitimitást biztosító struktúra kiépítésének a kezdetét jelentette a polgári körök létrehozása, melynek deklarált célja A polgári körök hitvallása című dokumentum szerint a nemzeti érdekek védelme a politikai intézményrendszerrel párhuzamos szerveződési formában.
A Fidesz a 2006-os választásra a társadalom egészét („az embereket”) igyekezett megszólítani. Ekkorra a polgári körök mozgalma elhalkult, emblematikus polgári körösöket nem lehetett látni a médiában, a Fidesz számára kényelmetlenné váló utcai politizálásról áthelyeződött a súlypont a helyi, közéleti-kulturális rendezvények szervezésére. Ugyanakkor a konzervatív értékrendűnek aposztrofált Echo TV-n 2008 tavaszától 2010 szeptemberéig Polgári körben címmel műsort kaptak.

## Szerepük
A polgári körök deklarált feladata ez volt: „készenlét és mozdulás, ha eljön az idő”. Feladatuk volt kampányolni a 
2002. őszi önkormányzati választásokon akár az utcán, idegeneket győzködve és „őrködni a választások tisztasága felett”. Hasonló szerepük volt a 2004-es európai parlamenti választáson, ahol mozgósításuk célja a kopogtatócédulák gyűjtése és a személyes meggyőzés volt a kampány során.
Hende értékelése szerint a polgári körök munkájának eredménye vezetett Sólyom László 2005-ös köztársasági elnökké választásához is.

## Működési forma
A kommunistaellenes Molnár Tamás grafikus, az Inconnu Csoport alkotója megalapította a Párhuzamos Alapítványt, a polgári körök rendezvényeinek, hírleveleinek és a jobboldali könyvkiadók támogatására. A Soros György alapítványának „tükörképeként” létrehozott Párhuzamos Alapítvány támogatást kérő hirdetéseinek célcsoportja „a szavazófülkék kokárdás, büszke népe” volt.
A Szövetség a Nemzetért Alapítványt (SZNA) a 2002-es kormányváltás után hozta létre Makovecz Imre és tizenöt jobboldali értelmiségi a polgári körös mozgalom ernyőszervezeteként. Az SZNA tulajdonában állt a Polgárok Háza Kht. is, ami a Polgárok Házát és a Fidesz 2006-ban nyitott webáruházát is üzemeltette. Makovecz halála esetére Orbán Viktort jelölte ki a nonprofit szervezet alapítói jogainak gyakorlójává. 2009-ben a Polgárok Háza Kht. 3 millió forint törzstőkéjű, nonprofit kft-vé alakult, tulajdonrészt kapott belőle ügyvezetője, Kubatov Gábor a Fidesz pártigazgatója.
2009-ben a Fidesz átalakította az elnöki kabinetrendszert, a polgári körök Bíró Ildikó vezette „civil igazgatósága” Orbán Viktor mellől a Balog Zoltán által vezetett Szövetség a Polgári Magyarországért Alapítvány hatáskörébe kerültek.

## Székház
A polgári körök székháza Budapest 8. kerületében, az Orczy tér közelében, a Visi Imre utca 6. szám alatt található. A székházat kulturális és képzési központ kialakítására a Szövetség a Nemzetért Alapítvány (kuratóriumának elnöke: Hende Csaba) három részletben kifizetett több mint százmillió forintért vásárolta 2002 decemberében egy külföldi, jogi személyiséggel rendelkező társaságtól. A háromszintes, 1200 négyzetméteres székház vételárát adományokból fizették ki, a vételárra részletfizetési kedvezményt kaptak, így a befolyó adományok egy részét már a rossz állapotban lévő épület több mint 100 millió forint költségű rehabilitációjára tudták fordítani.

## Ismertebb polgári körök
- Szövetség a Nemzetért Polgári Kör, a mozgalom csúcsszerve
- Szabadság Kis Körei polgári kör, ami a Medgyessy-kormány alatt nemzetközi jogi fórumokhoz és intézményekhez fordult a jogbiztonságot féltve[25]